# Heule
Pour la rivière, voir Heule (cours d'eau).
Heule est une section de la ville belge de Courtrai située en Région flamande dans la province de Flandre-Occidentale. C'était une commune à part entière avant la fusion des communes de 1977.
La Heule (Heulebeek) doit son nom au village.

## Géographie
Heule est limitrophe des localités suivantes : Lendelede, Kuurne, Courtrai (section de commune), Bissegem, Gullegem et Winkel-Saint-Éloi.
Le hameau de Sainte-Catherine est à cheval sur Lendelede, Kuurne et Heule.

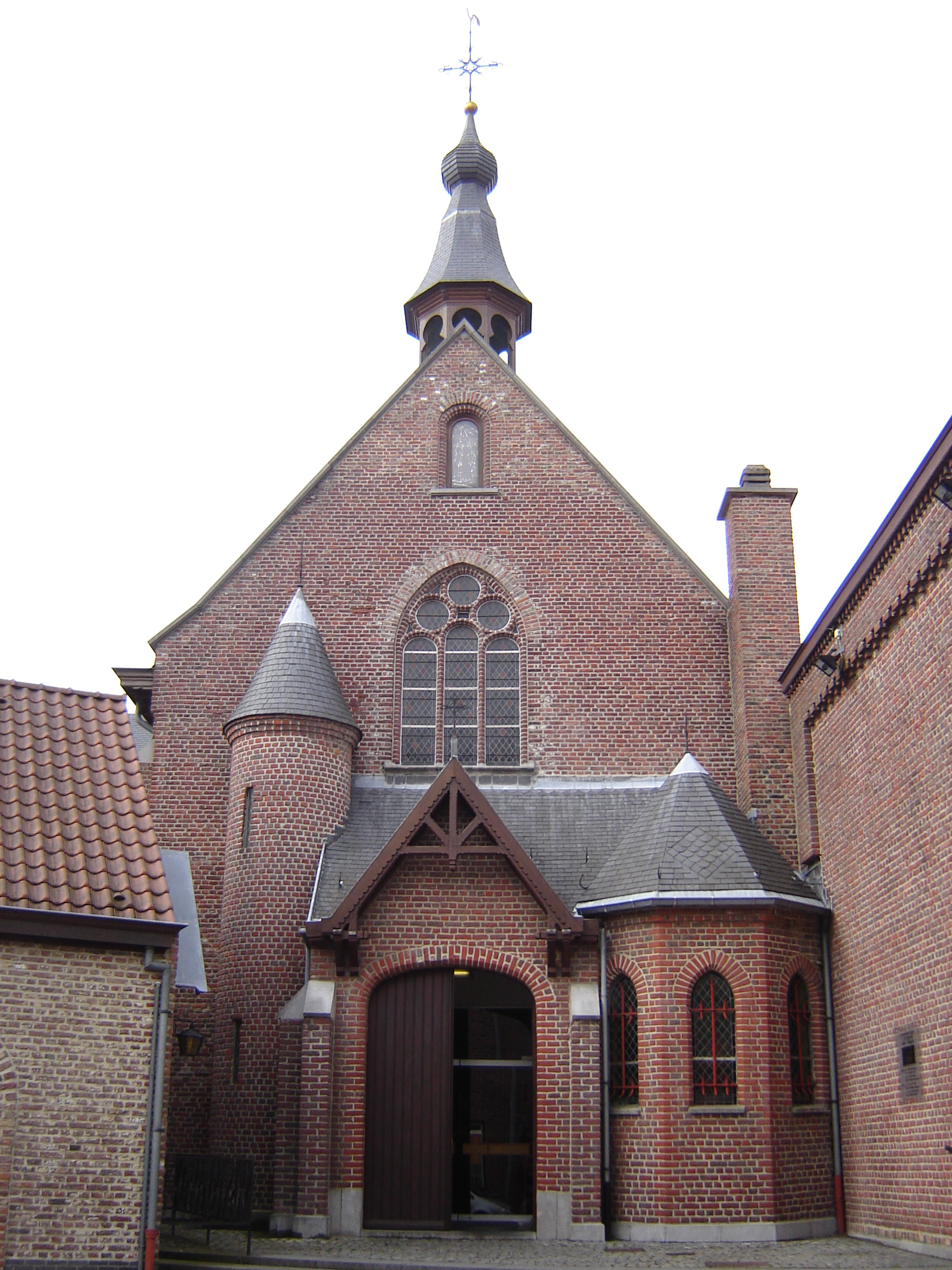
L’église Sainte-Godelieve, classée au patrimoine

### Quartiers de Heule
1. Kransvijver
2. Tinekeswijk
3. Disgracht
4. Watermolen
5. Sente
6. Warande

Il y a également le Rijs, dont une partie se trouve sur le territoire de Gullegem (entre autres la Roeselaarsestraat, rebaptisée Torrestraat depuis la fusion entre Gullegem et Wevelgem). C'est là qu'avait lieu autrefois la Rijskes Kerremesse.

## Démographie

### Évolution démographique
- Sources : INS, Rem. : 1831 jusqu'en 1970 = recensements, 1976 = nombre d'habitants au 31 décembre[2].

## Culture

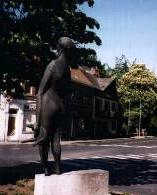
Statue de Tineke van Heule au centre de la localité.

Le chant populaire Tineke van Heule tire son nom du village. Chaque année, le deuxième week-end de septembre, des Tinekesfeesten sont organisées.
Dans le quartier de Watermolen, l'élection d'une Tineke est organisé : c'est la Tineke de Watermolen (Tineke van de Watermolen). Autrefois, la gagnante pouvait participer de droit à l'élection de la Tineke van Heule, ce qui n'est plus le cas aujourd'hui pour des raisons pratiques.

## Personnalités nées à Heule
- Stijn Streuvels (1871-1969), écrivain ;
- Gérard Debaets (1899-1959), coureur cycliste professionnel.

## Curiosités

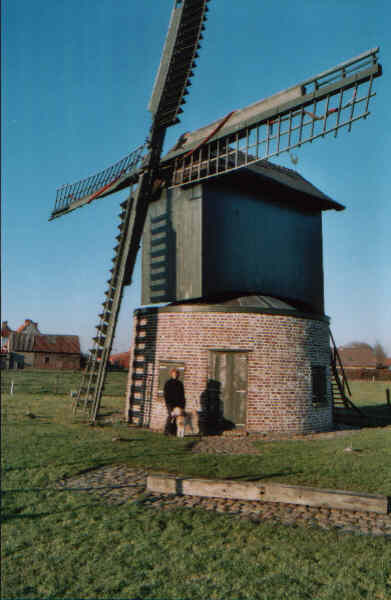
Le Preetjes molen.

- Dans le parc se trouvent trois cyprès chauves (Taxodium distichum) remarquables ; voir liste arbres remarquables de Belgique.
- Un moulin à vent à teiller le lin, le seul en Europe, se trouve à Heule : il se nomme Preetjes molen[3].